# Coelocarteria agglomerans
Coelocarteria agglomerans är en svampdjursart som beskrevs av Azzini, Calcinai och Pansini 2007. Coelocarteria agglomerans ingår i släktet Coelocarteria och familjen Isodictyidae. Inga underarter finns listade i Catalogue of Life.